# Cathédrale Sainte-Marie de Tuam
Cette  cathédrale ne doit pas être confondue avec une autre cathédrale de Tuam.
 D’autres cathédrales portent le nom de cathédrale Sainte-Marie.
La cathédrale Sainte-Marie de Tuam est une cathédrale anglicane irlandaise, siège du diocèse de Tuam, Killala et Achonry.
Du XIIe siècle jusqu’à 1839, elle a été de siège de l’archidiocèse de Tuam (archidiocèse anglican, après la Réforme). Une grande partie de l’édifice actuel date des années 1870, mais il reste des éléments des cathédrales des XIIe et XIVe siècles.

## Origines de la construction
Saint Jarlath est considéré comme le créateur de l’évêché de Tuam, vers 501, et est d’ailleurs le premier évêque de cette ville. On situe habituellement sa mort en 540. Cependant, seuls deux autres évêques de Tuam sont répertoriés avant le XIe siècle : Ferdomnach († 781) et Eugene mac Clerig († 969).
Tuam prend de l’importance au Moyen Âge en devenant au début du XIe siècle le siège du roi suprême d’Irlande Turlough O'Connor (1088 † 1156), auparavant basé à Cruachain dans le Comté de Roscommon. La première cathédrale sur cet emplacement est commencée au XIIe siècle, lorsque Tuam devient le siège d’un archevêché, à la suite du synode de Kells de 1152.
Cette première cathédrale ne dura que quelques années, et fut détruite par le feu en 1184, comme conservé dans les Annales de Lough Cé : « La belle église de Tuam-da-Ghualann s’effondra en un jour, autant son toit que ses pierres »,. Après cet évènement, rien ne fut reconstruit pendant un siècle, excepté au XIIIe siècle une petite église paroissiale sur le site d’un vieux monastère. Ce long délai a été le résultat de l’invasion normande de l’Irlande, qui laissa la ville de Tuam en ruines.
Au XIVe siècle, une deuxième cathédrale Sainte-Marie est commencée, un peu à l’est du bâtiment initial, incorporant dans son entrée les restes du chœur et du sanctuaire du XIIe siècle. Lors de la Réforme, William Mallaly est nommé par la reine Élisabeth premier archevêque de Tuam de l’Église d’Irlande, dépossédant le clergé catholique romain.

## Cathédrale actuelle

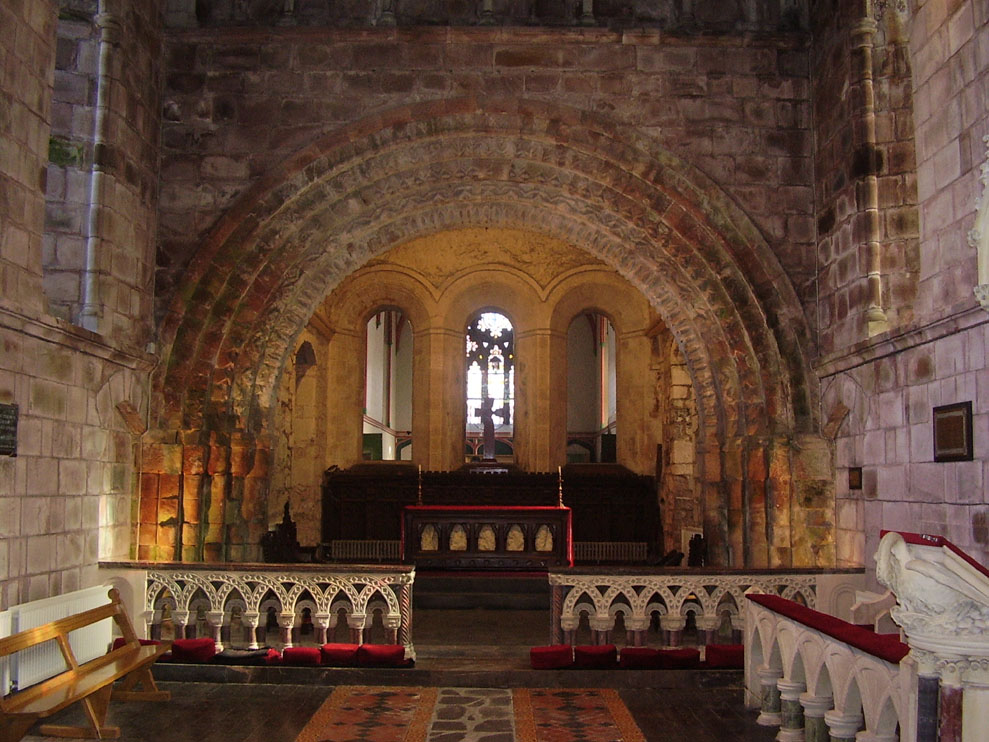
Arche du chancel datée du XIIe siècle en grès rouge, dans un style roman irlandais

En 1839, l’Église d’Irlande crée le diocèse de Tuam, Killala et Achonry. Avec l’arrivée du chemin de fer à Tuam en 1861, et l’agrandissement de la garnison, la population anglicane de la ville augmente et conduit à construire une troisième cathédrale, conçue par l’architecte Thomas Newenham Deane et construite entre 1864 et 1878. Reprenant la place de la première cathédrale, elle en incorpore l’arche du chancel romane, du XIIe siècle. La cathédrale est consacrée le 9 octobre 1878, avec comme prêcheur l’évêque de Cork.
Le bâtiment fait 45 m (150 pieds) de long, et le transept moitié moins. Le retable en chêne provient de la cathédrale Saint-Colomba de Derry.  Les dalles du sol actuel du sanctuaire ont été amenées des carrières Merlin, à Galway. La chaire, le pupitre, le bénitier et les stalles sont faits en pierre de Caen et en marbre irlandais. À l’angle sud-ouest de la cathédrale, on trouve une partie d’une ancienne croix irlandaise.
La Grande Croix de Tuam, un monument national érigé au XIIe siècle par Turlough O'Connor pour marquer la construction de la première cathédrale et la création de l’archevêché de Tuam, a été déplacée à son emplacement présent en 1992.
Le vitrail ouest, représentant la transfiguration, date de 1913. D’autres vitraux représentent des personnages de l’Ancien Testament : Moïse, David, Salomon, Esdras, Malachie, etc., de Jean le Baptiste, et un vitrail représentant Jésus a été installé en mémoire de Deane, architecte de la cathédrale.
Des rénovations importantes ont eu lieu entre 1985 et 1993.